# گولا جرژونگووسکا
گولا جرژونگووسکا (به لاتین: Gola Dzierżoniowska) یک روستا در لهستان است که در گمینا نگمچا واقع شده‌است. گولا جرژونگووسکا ۱۵۰ نفر جمعیت دارد.